# پلاک وسایل نقلیه استان قم
کد استان قم ۱۶ می‌باشد. در خودروهای عمومی، تاکسی‌ها و خودروهای دولتی حرف پلاک همیشه یکسان است. اما در خودروهای شخصی این حرف بستگی به شهری دارد که پلاک خودرو در آن ثبت شده است. با توجه به اینکه استان قم شامل سه شهرستان است چون استان قم در سال ۱۳۸۴ شمسی، یعنی سالی که پلاک های جدید برای وسایل نقلیه شماره گذاری شد دارای یک شهرستان بود پلاکی برای دو شهرستان دیگر یعنی کهک و جعفرآباد پیش‌بینی نشد، تمامی انواع پلاک ها به صورت استانی واگذار می‌گردد.
پلاک فکی ۱۶ ن درحال واگذاری است

## کد ۱۶ - مرکز استان (قم)
| ۱۶ | ۳۴۵ ۱۲ |